# HBC Nantes
El HBC Nantes es un equipo de balonmano de la localidad francesa de Nantes. Actualmente milita en la Primera División de la liga francesa de balonmano.

## Palmarés
- Trofeo de Campeones:
  - Campeón (3): 2017, 2022, 2024
  - Subcampeón (1): 2016
- Copa de Francia de balonmano (3): 2017, 2023, 2024
- Copa de la Liga de balonmano (2): 2015, 2022

## Plantilla 2024-25
|  | Porteros - 01 Ivan Pešić - 30 Ignacio Biosca Extremos izquierdos - 07 Valero Rivera - 17 Noam Leopold Extremos derechos - 09 Théo Avelange-Demouge - 19 Kauldi Odriozola Pívots - 05 Shuichi Yoshida - 11 Nicolas Tournat - 15 Matej Gaber | Laterales izquierdos - 02 Marko Milosavljević - 03 Thibaud Briet - 06 Baptiste Bonnefond Centrales - 04 Aymeric Minne - 10 Rok Ovniček - 14 Lucas De La Bretèche Laterales derechos - 08 Ayoub Abdi - 13 Julien Bos |